# کفر قوق
کفر قوق (به عربی: كفر قوق) یک منطقهٔ مسکونی در لبنان است که در راشیا واقع شده‌است.